# Aladár Székely
Dans le nom hongrois Székely Aladár, le nom de famille précède le prénom, mais cet article utilise l’ordre habituel en français Aladár Székely, où le prénom précède le nom.
Pour les articles homonymes, voir Szekely.
Aladár Székely, né Aladár Bleyer le 5 mars 1870 à Békésgyula (aujourd'hui Gyula) et mort le 27 septembre 1940 à Budapest, est un photographe hongrois.

## Biographie
Il apprend le métier auprès de photographes professionnels, d'abord à Kolozsvár chez les frères Dunky, puis à Budapest où dans les années 1890 il est apprenti chez Ede Mertens avec son cousin Dénes Rónai. Revenant dans sa région de naissance, il travaille à Gyula et à Orosháza, et est le photographe de l'ouvrage de l'historien et évêque János Karácsonyi (hu), Békésmegye története (« Histoire du comitat de Békés », Gyula, 1896). Autour de 1900, il est déjà photographe à Budapest, où au fil des années il ouvre plusieurs studios. En 1908, il est le premier photographe de Budapest à avoir un studio avec vitrine d'exposition donnant sur la rue, sur le grand boulevard József körút.
Il est en Hongrie le premier représentant important du réalisme en photographie. Il est connu pour ses portraits des principales figures de la vie artistique hongroise du début du XXe siècle, parus en 1914 dans son album Écrivains et artistes avec une préface d'Endre Ady et Ignotus (en). Il photographie notamment les piliers de la revue littéraire Nyugat, ainsi que Rippl-Rónai, Bartók, Roland Eötvös.
Son art est particulièrement apprécié par Ady, dont Székely prend de nombreux clichés en buste et en pied. Après la mort d'Ady, vers 1920, il publie un album de sept portraits originaux d'Ady, préfacé par Zsigmond Móricz.
Un prix Székely Aladár est fondé en son honneur en 1966 par sa ville natale, Gyula.

## Albums
- (hu) Székely Aladár fényképei : Írók és művészek [« Photographies d'Aladár Székely : écrivains et artistes »], Budapest, [1915], 40 p. (BNF 32269012) : avec préface d'Endre Ady et Ignotus (en)
- (hu) Ady, Budapest, éditions du studio photographique d'Aladár Székely, [vers 1926] : photographies originales d'Aladár Székely avec préface de Zsigmond Móricz[1]